# Nadja Becker

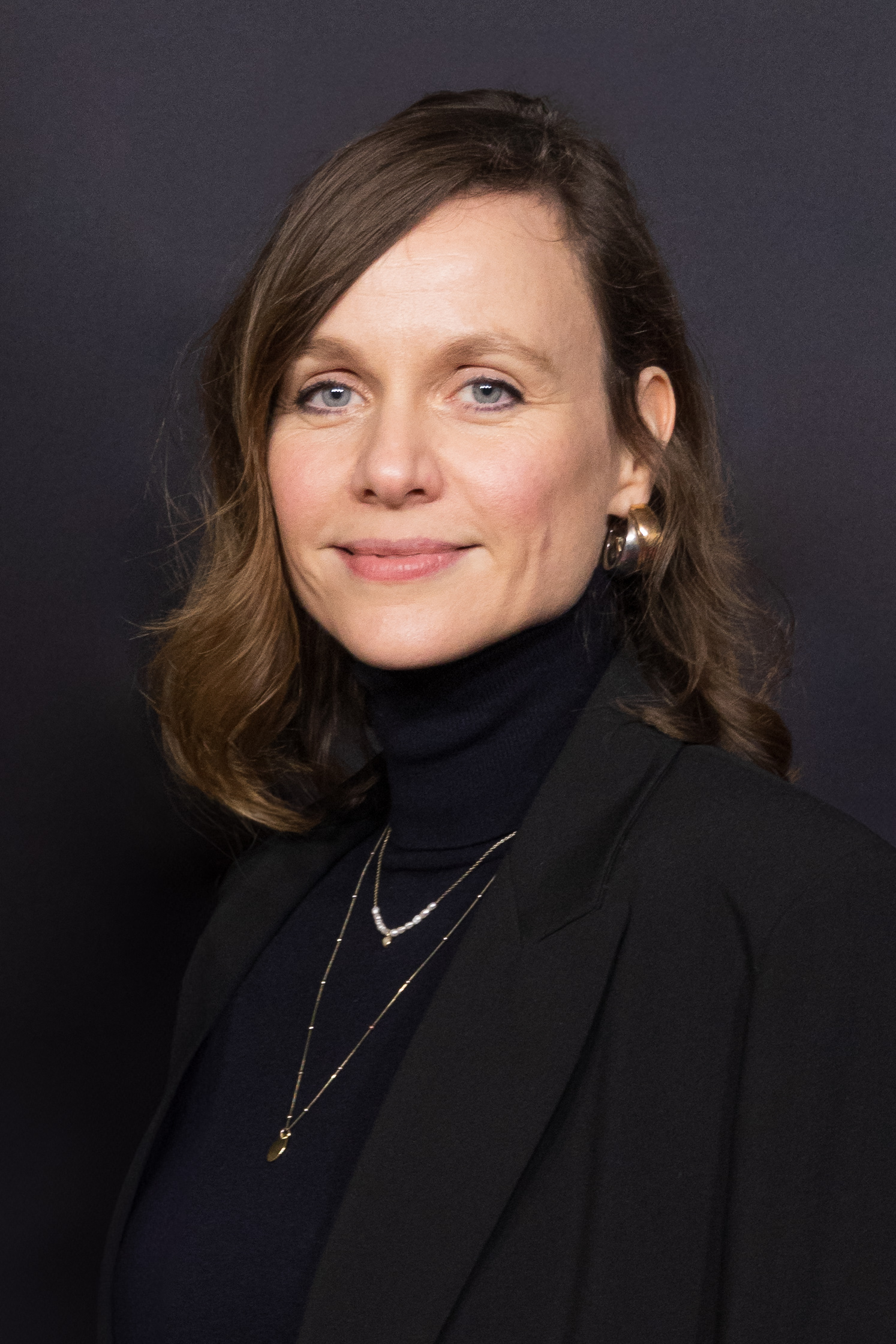
Nadja Becker (2024)

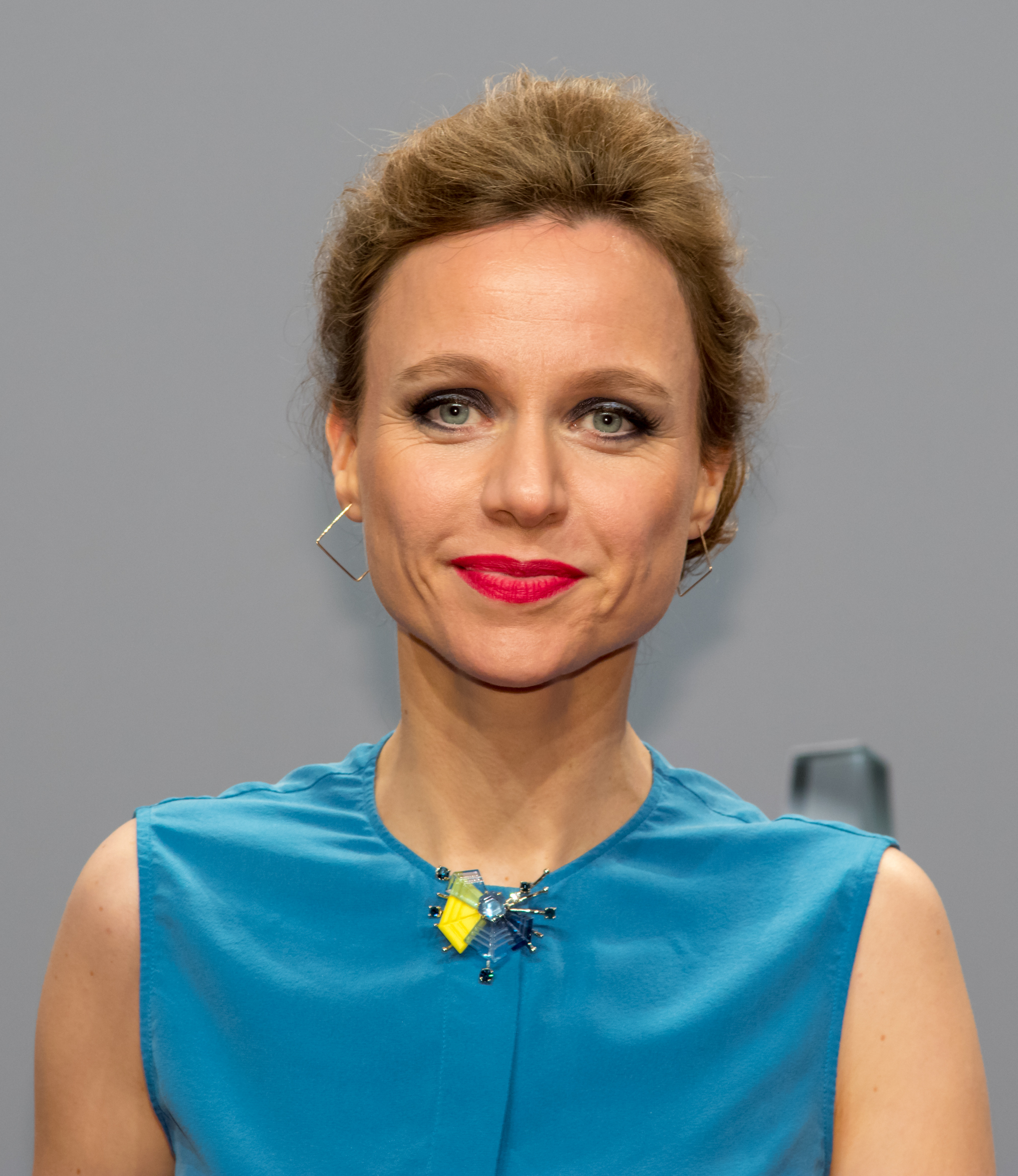
Becker bei der Verleihung des Deutschen Fernsehpreis 2018

Nadja Becker (* 25. Oktober 1978 in Siegen) ist eine deutsche Schauspielerin.

## Leben und Karriere
Nadja Becker absolvierte von 2002 bis 2005 ihre Schauspielausbildung an der Arturo Schauspielschule in Köln und wirkte danach in einigen bekannten deutschen Fernseh- und Kinoproduktionen mit. Sie wurde einem breiteren Publikum durch ihre Rolle als Angie im Kinofilm Warum Männer nicht zuhören und Frauen schlecht einparken bekannt. In der Trilogie Die Wanderhure spielte sie Hiltrud, die Freundin der Hauptfigur Marie Schärer. In der mehrfach ausgezeichneten deutschen Comedy-Serie Danni Lowinski spielte sie Bea, Kaffee-Verkäuferin und beste Freundin der Titelheldin.
Becker lebt in Köln.

## Filmografie (Auswahl)
- 2003: Kein Science Fiction
- 2006: Freunde für immer – Das Leben ist rund (Fernsehserie)
- 2007: Stromberg – Der Protest (Fernsehserie)
- 2007: Warum Männer nicht zuhören und Frauen schlecht einparken
- 2007: Das Gelübde (Fernsehfilm)
- 2008: Und Jimmy ging zum Regenbogen (Fernsehfilm)
- 2008: SOKO Wismar – Genug ist genug
- 2008: Polizeiruf 110 – Eine Maria aus Stettin (Fernsehreihe)
- 2008: Zwillingsküsse schmecken besser (Fernsehfilm) (Regie: Dirk Regel)
- 2008: Liebesticket nach Hause (Fernsehfilm)
- 2008: Wilsberg – Filmriss (Fernsehserie)
- 2008: Marie Brand und der Charme des Bösen
- 2009: Tatort – Schwarzer Peter (Fernsehreihe)
- 2009: Ein Fall für zwei – Die Senkrechtstarter (Fernsehserie)
- 2009: Ein starkes Team – Das große Fressen
- 2009: Die Wanderhure (Fernsehfilm)
- 2009–2014: Danni Lowinski (Fernsehserie)
- 2010: Ihr mich auch (Fernsehfilm)
- 2011: Kissenschlacht (Fernsehfilm)
- 2013: Der Staatsanwalt – Die Toten im Weinberg (Fernsehreihe)
- 2012: Stromberg – Cheyenne (Fernsehserie)
- 2012: Wilsberg – Aus Mangel an Beweisen (Fernsehserie)
- 2012: Die Rache der Wanderhure (Fernsehfilm)
- 2012: Das Vermächtnis der Wanderhure (Fernsehfilm)
- 2012: Drei in einem Bett (Fernsehfilm)
- 2013: Wilsberg – Treuetest (Fernsehserie)
- 2013: Robin Hood und ich (Fernsehfilm)
- 2015, 2020: Alarm für Cobra 11 – Die Autobahnpolizei – Space, Die ganze Wahrheit (Fernsehserie)
- 2015: Heiraten ist nichts für Feiglinge
- 2016: Duell der Brüder – Die Geschichte von Adidas und Puma (Fernsehfilm)
- 2016: Schlimmer geht immer (Fernsehfilm)
- 2016: Wilsberg – In Treu und Glauben
- 2016: Heldt – Alles anders (Fernsehserie)
- 2017: Für Emma und ewig (Fernsehfilm)
- 2018: Morden im Norden – Dornröschen (Fernsehserie)
- 2018: Die Kanzlei: Überdosis, Nothalt
- 2019: SOKO Köln – Kuckuckskinder (Fernsehserie)
- 2019: Väter allein zu Haus: Gerd (Fernseh-Minireihe, Film 1)
- 2019: Väter allein zu Haus: Mark (Film 2)
- seit 2019: Andere Eltern (Fernsehserie)
- seit 2019: Meuchelbeck (Fernsehserie)
- 2020: Drinnen – Im Internet sind alle gleich (Comedyserie auf ZDFneo)
- 2020: Wilsberg – Vaterfreuden
- 2021: Der Staatsanwalt – Tödliches Erbe (Fernsehserie)
- 2021: Klara Sonntag – Kleine Fische, große Fische (Fernsehfilm)
- 2021: Väter allein zu Haus: Timo (Film 3)
- 2021: Das Lied des toten Mädchens (Fernsehfilm)
- 2021: Kommissar Dupin – Bretonische Spezialitäten (Fernsehreihe)
- 2022: Ein Wahnsinnstag (Fernsehfilm)
- 2023: Manta Manta – Zwoter Teil
- 2023: Letzte Spur Berlin – Verfehlte Liebe (Fernsehserie)
- 2023: Anna und ihr Untermieter: Wenn du träumst von der Liebe (Fernsehreihe)
- 2024: Feuerwehrfrauen: Phönix aus der Asche (Fernsehreihe)
- 2024: In aller Freundschaft: Loslassen (Fernsehserie)
- 2024: Feuerwehrfrauen: Heim gesucht (Fernsehreihe)
- 2025: Wilsberg: Achtsam bis tödlich (Fernsehreihe)
- 2025: Flucht aus Lissabon (Fernsehfilm)
- 2025: Tatort – Feuer (Fernsehreihe)

## Auszeichnungen
- 2010: Deutscher Fernsehpreis für die Fernsehserie Danni Lowinski in der Kategorie Beste Serie
- 2010: Deutscher Comedypreis für die Fernsehserie Danni Lowinski in der Kategorie Beste Serie
- 2011: Deutscher Comedypreis für die Fernsehserie Danni Lowinski in der Kategorie Beste Serie